# Benetton B195
La Benetton B195 fu l'undicesima monoposto prodotta dalla Benetton Formula per prendere parte al campionato mondiale di Formula 1. Impiegata nella stagione 1995, fu guidata da Michael Schumacher e Johnny Herbert.
Fu la vettura più vincente mai prodotta dal team, giacché riuscì a conquistare il secondo titolo piloti consecutivo e l'unico titolo costruttori nella storia della Benetton. Fu inoltre l'ultima monoposto ad essere omologata con licenza britannica: la vettura dell'anno seguente, la B196, venne infatti dotata di licenza italiana.

## Progetto e sviluppo

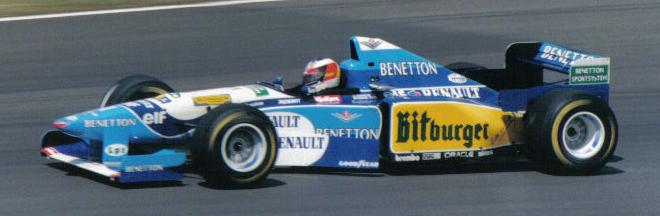
Vista laterale della B195 di Michael Schumacher, riconfermatosi campione del mondo, al Gran Premio di Gran Bretagna 1995.

Progettata dall'ingegnere Rory Byrne e sotto la supervisione del direttore tecnico Ross Brawn, la B195 riprendeva ed aggiornava l'antesignana B194, adattandosi al contempo ai nuovi regolamenti di sicurezza varati sulla scia dei tragici avvenimenti del Gran Premio di San Marino 1994. Si provvide pertanto a creare uno scalino nel fondo della vettura che la rialzasse di almeno 5 cm dal suolo.
I più evidenti cambiamenti rispetto alla monoposto del 1994 consistettero in un ulteriore aumento della dimensione delle pance laterali e un affinamento dell'aerodinamica dell'alettone posteriore e del retrotreno in generale. Vennero inoltre introdotte delle alette davanti alle ruote posteriori per aumentare il carico aerodinamico.
La principale innovazione era comunque rappresentata dal motore: per espressa volontà di Flavio Briatore, il V8 Ford ZR venne sostituito dal nuovo V10 Renault da 3000 cm³ montato anche dalla Williams F1, diretta rivale nel mondiale, che rispetto alla versione del 1994, pur avendo dovuto subire ai sensi del nuovo regolamento una decurtazione di 500 cm³ di cilindrata, era più leggero, consumava meno e garantiva un regime di rotazione di 800 giri al minuto in più.

### Scheda tecnica
- Carreggiata anteriore: 1,690 m
- Carreggiata posteriore: 1,618 m
- Trazione: posteriore
- Freni: a disco autoventilanti in carbonio
- Motore: Renault RS7
  - Num. cilindri e disposizione: 10 a V (67°)
  - Cilindrata: 2998 cm³
  - Potenza: > 690 CV
  - Distribuzione: pneumatica
  - Valvole: 40
- Pneumatici: Goodyear
- Cerchi: 13"

## Carriera agonistica

### Test invernali
La B195 fece il suo debutto in pista il 22 febbraio 1995 sul Circuito Paul Ricard di Le Castellet, in Francia: condotta da Schumacher, ottenne un tempo vicino a quello della Ferrari di Jean Alesi, autore della prestazione più veloce della giornata. Il giorno seguente fu proprio il pilota tedesco a fare registrare il miglior tempo, marcando inoltre il nuovo record del circuito.
I test ripresero poi la settimana successiva all'Estoril, ove Benetton e Williams primeggiarono sulla concorrenza e marcarono tempi quasi equivalenti.

### La stagione

Johnny Herbert festeggia la vittoria al Gran Premio d'Italia 1995

Una volta in gara, la B195 si rivelò degna erede della B194, potendo inoltre beneficiare rispetto alla vettura del 1994 del performante motore Renault, identico a quello adottato dalla rivale Williams. Fin da subito la vettura si mostrò affidabile e veloce, anche se nelle prime tre gare evidenziò alcuni problemi di stabilità, che tuttavia furono ben presto risolti; in tutta la stagione la B195 patì due soli ritiri per cause tecniche: al GP d'Australia, allorché un guasto alla trasmissione innescò un principio d'incendio sulla vettura di Johnny Herbert, e al Gran Premio di Ungheria, con la rottura del motore sulla vettura di Michael Schumacher.
La stagione visse pertanto attorno al duello Schumacher-Hill: il tedesco, campione del mondo in carica, dopo un avvio un po' altalenante, iniziò una lunga serie positiva e in totale colse 9 vittorie (eguagliando il vigente record di affermazioni stagionali detenuto da Nigel Mansell), piazzandosi a punti in 12 gare sulle 17 in programma. Grazie a tale ottimo rendimento e agli errori commessi dal principale rivale, Schumacher si issò fin da subito in vetta alla classifica guadagnando ben presto un ampio margine. Buone furono anche le prestazioni del secondo pilota Herbert, il quale vinse due gare e si piazzò 10 volte a punti.
In virtù di ciò già al Gran Premio del Pacifico, terz'ultima gara stagionale, la Benetton si assicurò con Schumacher il titolo iridato piloti per il secondo anno consecutivo, mentre la squadra si aggiudicò la sua prima (e unica) coppa costruttori al Gran Premio successivo del Giappone, penultima prova del mondiale.

## Piloti
| Piloti ufficiali       | Piloti ufficiali          | Piloti ufficiali          |
| Nazione                | Nome                      | Numero                    |
| ---------------------- | ------------------------- | ------------------------- |
| Germania (bandiera)    | Michael Schumacher        | 1                         |
| Regno Unito (bandiera) | John "Johnny" Herbert     | 2                         |
| Piloti di riserva      |                           |                           |
| Nazione                | Nome                      | Nome                      |
| Francia (bandiera)     | Emmanuel Collard          | Emmanuel Collard          |
| Paesi Bassi (bandiera) | Johannes "Jos" Verstappen | Johannes "Jos" Verstappen |

## Risultati in Formula 1
| Anno | Team                        | Motore              | Gomme | Piloti     |     |   |     |   |   |     |     |     |   |    |   |     |   |   |   |   |     | Punti | Pos. |
| ---- | --------------------------- | ------------------- | ----- | ---------- | --- | - | --- | - | - | --- | --- | --- | - | -- | - | --- | - | - | - | - | --- | ----- | ---- |
| 1995 | Mild Seven Benetton Renault | Renault RS7 3.0 V10 | G     | Schumacher | 1   | 3 | Rit | 1 | 1 | 5   | 1   | Rit | 1 | 11 | 1 | Rit | 2 | 1 | 1 | 1 | Rit | 137   | 1º   |
| 1995 | Mild Seven Benetton Renault | Renault RS7 3.0 V10 | G     | Herbert    | Rit | 4 | 7   | 2 | 4 | Rit | Rit | 1   | 4 | 4  | 7 | 1   | 7 | 5 | 6 | 3 | Rit | 137   | 1º   |

| Legenda | 1º posto     | 2º posto | 3º posto    | A punti         | Senza punti/Non class.  | Grassetto – Pole position Corsivo – Giro più veloce |
| Legenda | Squalificato | Ritirato | Non partito | Non qualificato | Solo prove/Terzo pilota | Grassetto – Pole position Corsivo – Giro più veloce |